# Ulstrup (Kalundborg)
Ulstrup is een plaats in de Deense regio Seeland, gemeente Kalundborg, en telt 441 inwoners (2008).